# John Dankworth
John Phillip William Dankworth, född 20 september 1927 i Woodford, Redbridge, London, död 6 februari 2010 i London, var en brittisk jazzmusiker, far till Alec och Jacqui Dankworth.
Han föddes i London-förorten Woodford och växte upp i Walthamstow. Han tillhörde en  musikerfamilj. När han var 16 år fick han en violin och ett piano.
1950 bildade han en liten grupp, känd som 'Dankworth Seven'. 1984-86 undervisade han vid Gresham College.
I oktober 2009 blev han sjuk vid avslutningen av sin turné i USA. Han och hans fru ställde in en rad brittiska konserter  följande månad. Han framträdde igen i december, då han spelade saxofon sittande i rullstol.